# 広島県立熊野高等学校
広島県立熊野高等学校（ひろしまけんりつ くまの こうとうがっこう）は、広島県安芸郡熊野町に所在する公立高等学校。略称は熊高。
熊野筆の産地である熊野町に位置することもあり、書道が盛んに行われ、普通科に芸術類型を設けて音楽・美術工芸・書道のコース制をとっている。
また大学進学に力を入れる目的としてアドバンスコースを設置している。
陸上部は全国的にも好成績(全国高校駅伝に6回出場)を残し、尾方剛・林健太郎・丹下和之・平本昌樹などの陸上選手を輩出している。

## 設置学科
- 普通科

## 沿革
- 1977年 - 広島県立熊野高等学校として創立
- 1979年 - 開校完成記念式典挙行（校歌発表）
- 1980年 - 同窓会結成
- 1980年 - 第1回卒業挙行
- 1984年 - 芸術類型（美術コース・書道コース）を新設
- 1986年 - 創立10周年記念事業
- 1987年 - 芸術類型（音楽コース）を新設
- 1996年 - 創立20周年記念事業
- 2006年 - 創立30周年記念事業

## 部活動
運動部
- 陸上部
- 野球部
- ソフトテニス部
- バドミントン部
- 空手道部
- 卓球部
- バレーボール部
- バスケットボール部
- サッカー部
- 剣道部

文化部
- JRC（青少年赤十字奉仕団）部
- 書道部
- 茶道部
- マルチメディア部（写真、イラスト、パソコン）
- 美術部
- 放送部
- 吹奏楽部
- 箏曲部
- ESS部

## 著名な出身者
- SUEMITSU & THE SUEMITH（シンガーソングライター）
- 有吉弘行（お笑い芸人・元猿岩石）
- 尾方剛（マラソン選手）
- 大松しんじ（ローカルタレント）
- 内田貴光（マジシャン）
- 岡田真実（音楽ユニットMebius、姉妹デュオ）
- 岡田賀江（音楽ユニットMebius、姉妹デュオ）
- 小鳥田貴子（陸上競技選手）

## 交通アクセス
- JR呉線　矢野駅　（矢野駅からはバスで10分程度）